# Richard Grosvenor (1er baron Stalbridge)
Richard de Aquila Grosvenor, 1er baron Stalbridge, (28 janvier 1837 – 18 mai 1912), est un homme politique britannique et un homme d'affaires. Au départ, libéral, il sert sous William Ewart Gladstone en tant que vice-chambellan de la Maison entre 1872 et 1874 et en tant que Secrétaire parlementaire du Trésor entre 1880 et 1885. Cependant, il rompt avec Gladstone sur la loi du Irish Home rule en 1886 et rejoint le Parti libéral unioniste.

## Famille et éducation
Il est le quatrième mais le deuxième fils survivant de Richard Grosvenor (2e marquis de Westminster), et d'Elisabeth Marie, fille de George Leveson-Gower, 1er duc de Sutherland. Hugh Grosvenor (1er duc de Westminster), est son frère aîné. Il fait ses études à Westminster School et est admis le 24 janvier 1849 à Trinity College, Cambridge, et reçoit son Master of Art en 1858. Au cours de sa jeunesse, il fait une tournée dans l'ouest des États-Unis et est présent lors du sac du Palais d'Été au cours de la Seconde guerre de l'opium.
Le 20 avril 1858, il est nommé lieutenant dans le régiment territorial du Dorsetshire et il est promu lieutenant-colonel le 19 juillet 1866. Il succède à Lord Digby comme lieutenant-colonel commandant le 20 septembre 1870.

## Carrière politique
Grosvenor est député libéral pour Flintshire de 1861 à 1886. Le 19 mars 1872, il est admis au Conseil Privé et nommé vice-chambellan de la maison par William Ewart Gladstone, un poste qu'il occupe jusqu'à la chute du gouvernement en 1874. Lorsque les Libéraux reprennent le pouvoir en 1880 sous Gladstone, Grosvenor est fait Secrétaire parlementaire du Trésor. Il reste à ce poste jusqu'en 1885, mais en désaccord avec Gladstone sur Irish Home rule il démissionne de son poste en signe de protestation. Il est ensuite élevé à la pairie 22 mars 1886 comme baron Stalbridge, de Stalbridge dans le comté de Dorset, et devient un chef de file du Parti libéral unioniste de la Chambre des lords.

## Suite de la carrière
Le 15 avril 1882, Grosvenor démissionne de son poste de commandement du régiment territorial du Dorsetshire et est nommé colonel honoraire du régiment, un poste qu'il occupe jusqu'en 1895. En 1891, il est nommé président de la London and North Western Railway, dont il est administrateur depuis 1870 et qu'il a ardemment promu. En 1867, il est invité par l'Empereur Napoléon III à la tête d'un comité international pour promouvoir un projet de Tunnel sous la Manche, qui prévoit un chemin de fer sous-marin entre l'Angleterre et la France. En 1895, il crée une banque d'épargne.
Il hérite de Motcombe House en 1891. La maison est démolie après qu'il a contracté la Fièvre typhoïde en 1894, une nouvelle maison construite en 1895. Cependant, une grande partie de la propriété est vendue en 1905 pour récupérer de l'argent, lorsque la famille s'installe à Londres. Lord Stalbridge accepte, en 1887, de rembourser une partie des dettes d'un pair libéral, Lord Sudeley, ce qui réduit sa richesse et son train de vie.

## Mariage et descendance
Lord Stalbridge se marie à l'Abbaye de Westminster, le 5 novembre 1874, avec sa première femme, Beatrice Charlotte Elizabeth Vesey, la troisième et plus jeune fille de Thomas Vesey (3e vicomte de Vesci) et d'Emma, la plus jeune fille de George Augustus, 11e comte de Pembroke. Elle meurt d'une Pleurésie dans Brook Street en 1876, peu de temps après la naissance de leur unique enfant:
- Elizabeth Emma Béatrice Grosvenor (1875-1931), qui épouse le 1er juin 1899 Aubrey Smith (amiral), qui devient plus tard amiral.

Stalbridge épouse sa deuxième épouse, le 3 avril 1879, Eleanor Frances Beatrice (d.1911), fille cadette de Robert Hamilton-Stubber de Moyne, et d'Olivia, la fille du révérend Edward Lucas. Ils ont cinq enfants:
- Hugh Grosvenor, 2e baron Stalbridge (1880-1949)
- Blanche Grosvenor (1880-1964) mariée avec le lieutenant-colonel James Holford
- Gilbert Grosvenor (1881-1939), marié à Effie E. Cri, pas de descendance
- Le capitaine Richard Eustache Grosvenor, (1883-1915), tué lors de la Première Guerre mondiale
- Eleanor Lilian Grosvenor (1885-1977), mariée au major Josceline Grant; mère de Elspeth Huxley

Lady Stalbridge est décédée le 21 mars 1911 au 22 Sussex Place, et est enterrée le 25 mars à Motcombe. Lord Stalbridge lui survit un an et est décédé à son domicile de Londres le 18 mai 1912, âgé de 75 ans. Il est remplacé comme baron par son fils aîné, Hugh. 